# Jennifer Holland
Jennifer Holland (Chicago, 9 november 1987) is een Amerikaanse actrice. Ze is vooral bekend met de rol van Emilia Harcourt in de films The Suicide Squad, Black Adam en de televisieserie Peacemaker. 
Holland werd geboren in Chicago en groeide op in andere delen van het land. Op de middelbare school beoefende ze gymnastiek en dacht erover om architect te worden. Maar nadat ze in aanraking kwam met acteerlessen, besloot ze actrice te worden en op zeventienjarige leeftijd verhuisde ze naar Los Angeles. Holland is sinds 2022 getrouwd met regisseur James Gunn.